# 미녀는 괴로워!
미녀는 괴로워!(원제: カンナさん大成功です!)는 일본의 만화가 스즈키 유미코가 그린 만화이다. 1997년부터 1999년까지 고단샤의 만화 잡지 키스에 연재되었으며, 총 5권의 단행본으로 발간되어 330만부가 팔렸다. 1999년 서울문화사가 《미녀는 괴로워!》라는 제목으로 같은 권수의 단행본을 발매함으로써 대한민국에 소개되었다.
2006년 하반기에 대한민국에서 《미녀는 괴로워》라는 제목으로 영화화되었으며, 2009년에는 일본에서도 원제인 《칸나씨 대성공입니다!》라는 제목으로 영화화되었다.

## 등장 인물
- 칸나즈키 칸나 - 22세. 뚱녀였으나 수백만엔을 들여 미녀로 전신 성형을 했다. 코스케를 좋아한다.
- 렌다이지 코스케 - 칸나가 좋아하는 남자.
- 스미다가와 나나코 - 약학과 2학년. 성형 미녀인 칸나와는 다른 천연 미녀이다.
- 아리카와 마사요 - 교육학과 2학년. 코스케와 시게루 사이에서 양다리를 걸치고 있다.
- 칸나즈키 리나 - 칸나즈키 칸나의 여동생.
- 하마코(아이짱) - 축산과. 뚱녀로 ‘하마코릴라’라고 불린다.
- 토시에 - 코스케를 짝사랑한다.
- 키요세 - 코스케의 친구.
- 시게루 - 아리카와 마사요의 남자친구.
- 사가미 - 코스케의 고등학교 선배.
- 하루오 - 칸나의 전 동료.
- 여왕 - 칸나의 초등학교 동창.
- 키소 - 칸나의 초등학교 동창.

## 참고 자료
- 미녀는 괴로워! 1, 서울문화사, ISBN 89-7099-424-6
- 미녀는 괴로워! 2, 서울문화사, ISBN 89-7099-462-9
- 미녀는 괴로워! 3, 서울문화사, ISBN 89-7099-486-6
- 미녀는 괴로워! 4, 서울문화사, ISBN 89-7099-954-X
- 미녀는 괴로워! 5, 서울문화사, ISBN 89-7099-648-6